# Terabyte
Een terabyte, afgekort TB, is strikt genomen 1000 gigabytes ofwel 1.000.000.000.000 bytes (1012 B). In de praktijk wordt de terabyte ook gebruikt voor 1024 GiB = 1.099.511.627.776 B (240 B), maar dit gebruik wordt ontraden sinds er een nieuwe standaard is voor binaire voorvoegsels. 240 B heet nu een tebibyte, afgekort TiB. 1000 TB heet een petabyte.
Een terabyte aan informatie komt ongeveer overeen met:
- alle tekst uit een grote universiteitsbibliotheek.
- De informatie op 212 enkelzijdige dvd-schijven.
- De informatie op 1430 enkelzijdige cd-schijven.
- De informatie op 754.297[1] diskettes (3,5 inch High Density (HD) / zogenoemde 1,44 MB (1,38 MB geformatteerd).
- gecomprimeerde digitale opslag van 3 jaar muziek op cd-kwaliteit.
- gecomprimeerde digitale opslag van 200 uur video op studiokwaliteit

Hitachi Global Storage Technologies heeft in het begin van 2005 de eerste harde schijf van 1 terabyte op de markt gebracht.
Andere eenheden of benamingen: bit · nibble/tetrade · byte/octet · phit · qubit · qutrit · trit